# Нагел (Фихтелгебирге)
Нагел (њем. Nagel) општина је у њемачкој савезној држави Баварска. Једно је од 17 општинских средишта округа Вунзидел (Фихтел). Према процјени из 2010. у општини је живјело 1.836 становника. Посједује регионалну шифру (AGS) 9479138.

## Географски и демографски подаци
Нагел се налази у савезној држави Баварска у округу Вунзидел. Општина се налази на надморској висини од 593 метра. Површина општине износи 7,8 km². У самом мјесту је, према процјени из 2010. године, живјело 1.836 становника. Просјечна густина становништва износи 236 становника/km².